# Albert Klingender
Albert Christian Elias Klingender (* 29. Juli 1853 in Rinteln; † 9. März 1924 in Kassel) war ein deutscher evangelischer Geistlicher und Superintendent.

## Leben
Albert Klingender war ein Sohn des Gymnasiallehrers Johann Wilhelm Klingender (1817–1876) und dessen Ehefrau Charlotte Sophie Münscher (1820–1858).
Nach dem Abitur am evangelischen Gymnasium in Gütersloh absolvierte er ein Studium der Philosophie und Theologie an den Universitäten in Marburg, Göttingen und Leipzig, wo er Mitglied des Leipziger Wingolfs war.
1876 legte er in Göttingen das Examen für das höhere Schulamt ab und erhielt eine Anstellung als Hilfslehrer am Gütersloher Gymnasium.
Nach dem ersten theologischen Examen in Marburg am 20. November 1878 folgte am 14. Februar 1879 in Kassel das zweite Examen mit Ordination.
Bevor er 1881 Pfarrer in Dudenrode wurde, nahm er von 1879 an die Stelle eines Pfarrgehilfen wahr.
Zum 29. April 1888 wechselte er als erster Pfarrer und Metropolitan nach Wolfhagen, wo er bis zu seinem Weggang im Oktober 1891 als Studiendirektor des Predigerseminars Hofgeismar im Amt blieb. Vom 1. Oktober 1892 zugleich als Pfarrer der neu eingerichteten Pfarrstelle Hofgeismar-Gesundbrunnen eingesetzt, war er bis April 1908 im Predigerseminar tätig.
1895/1897 wurde die Evangelische Kirche Gesundbrunnen erbaut.

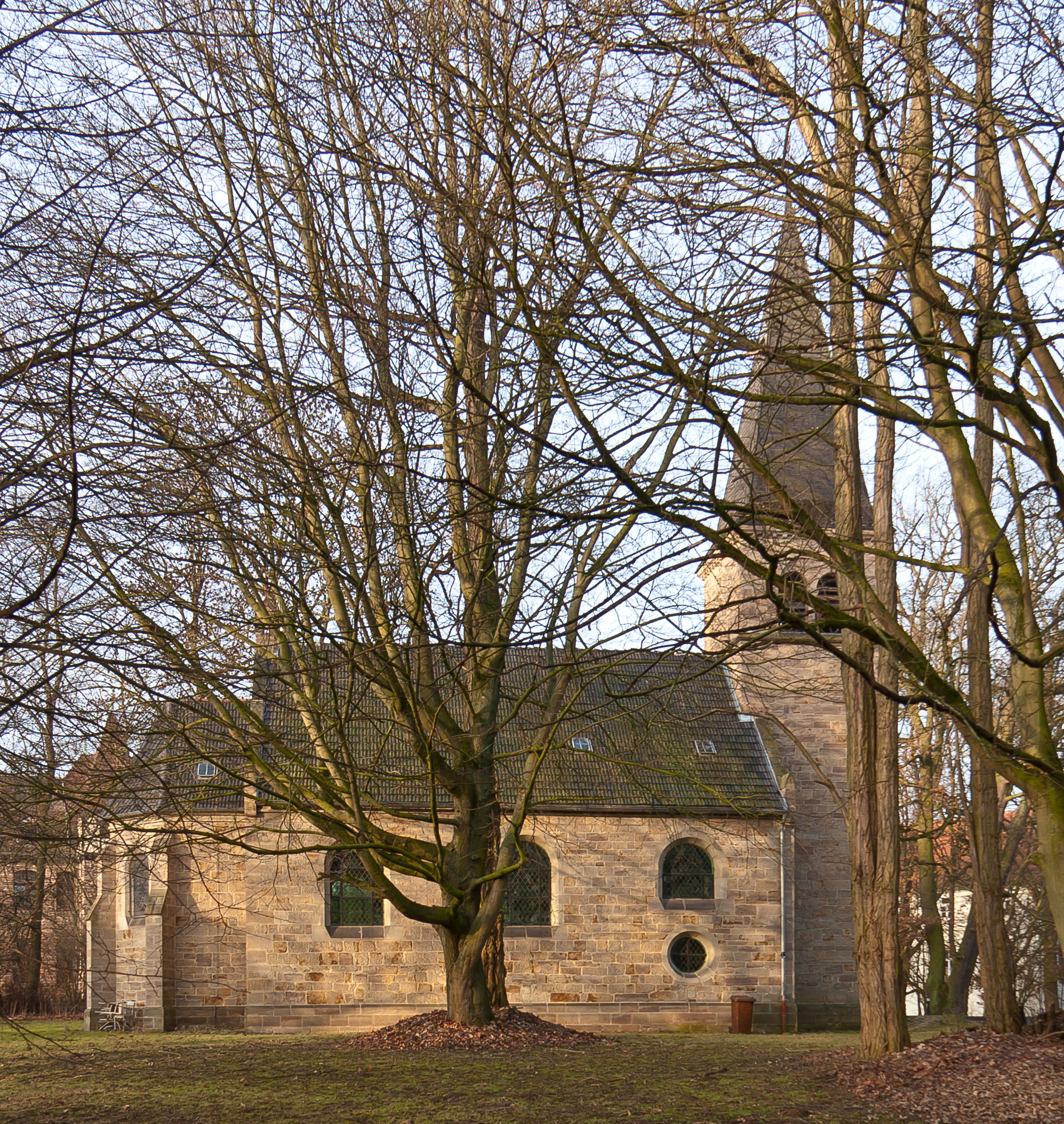
Evangelische Kirche Gesundbrunnen in Kassel. Wirkungsort des Pfarrers Albert Klingender

1893 wurde Klingender Leiter des von ihm mitbegründeten Kasseler Siechenhauses (heutiges Alten- und Pflegeheim, das nach ihm den Namen Albert-Klingender-Haus trägt).
Er wechselte in die Pfarrei Kassel-Freiheit, wo er Dekan an der Martinskirche wurde.

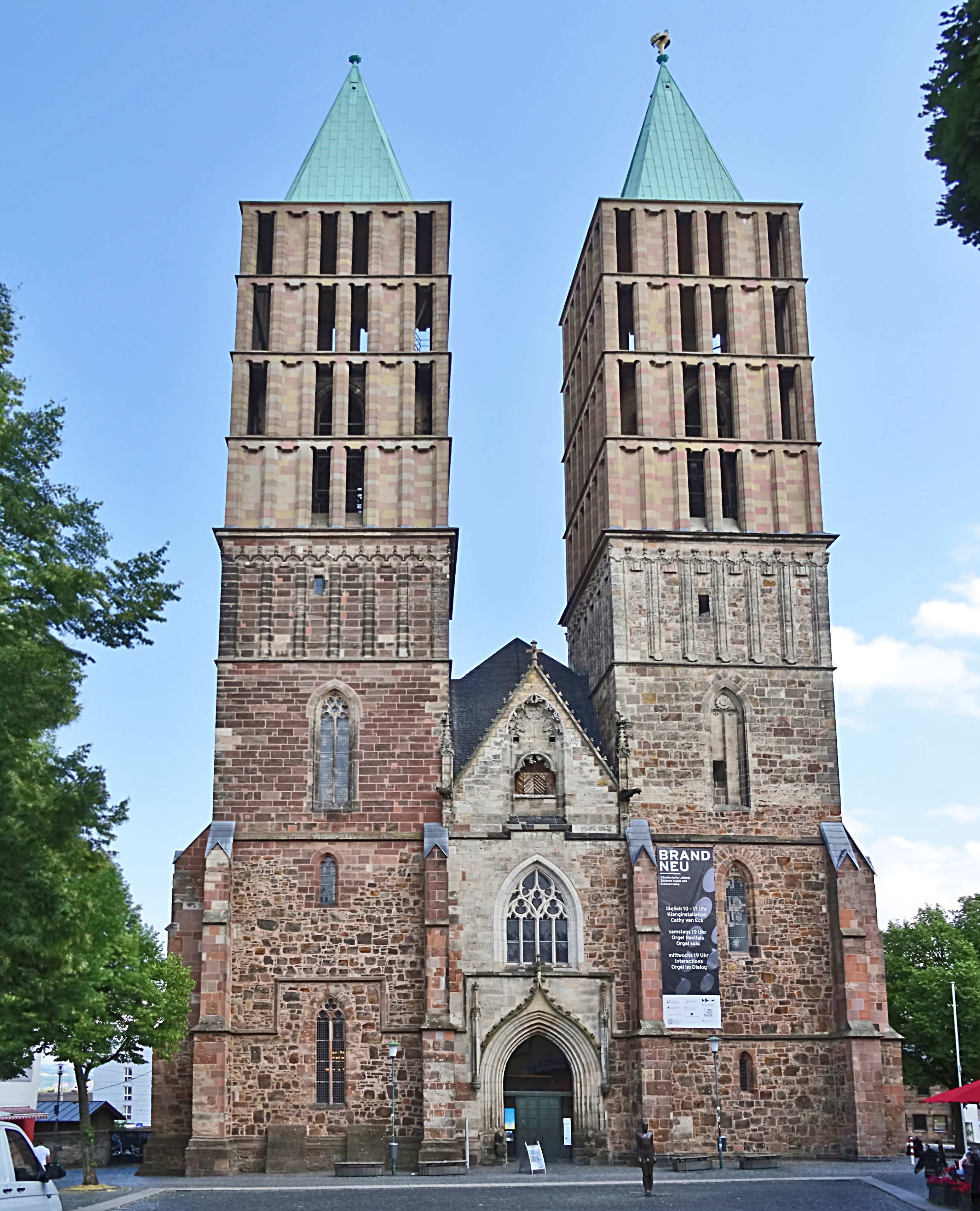
St. Martin Kassel, Pfarrkirche des Dekans Albert Klingender

Er war zugleich Metropolitan der reformierten Klasse und Superintendent der Diözese Kassel-Stadt.

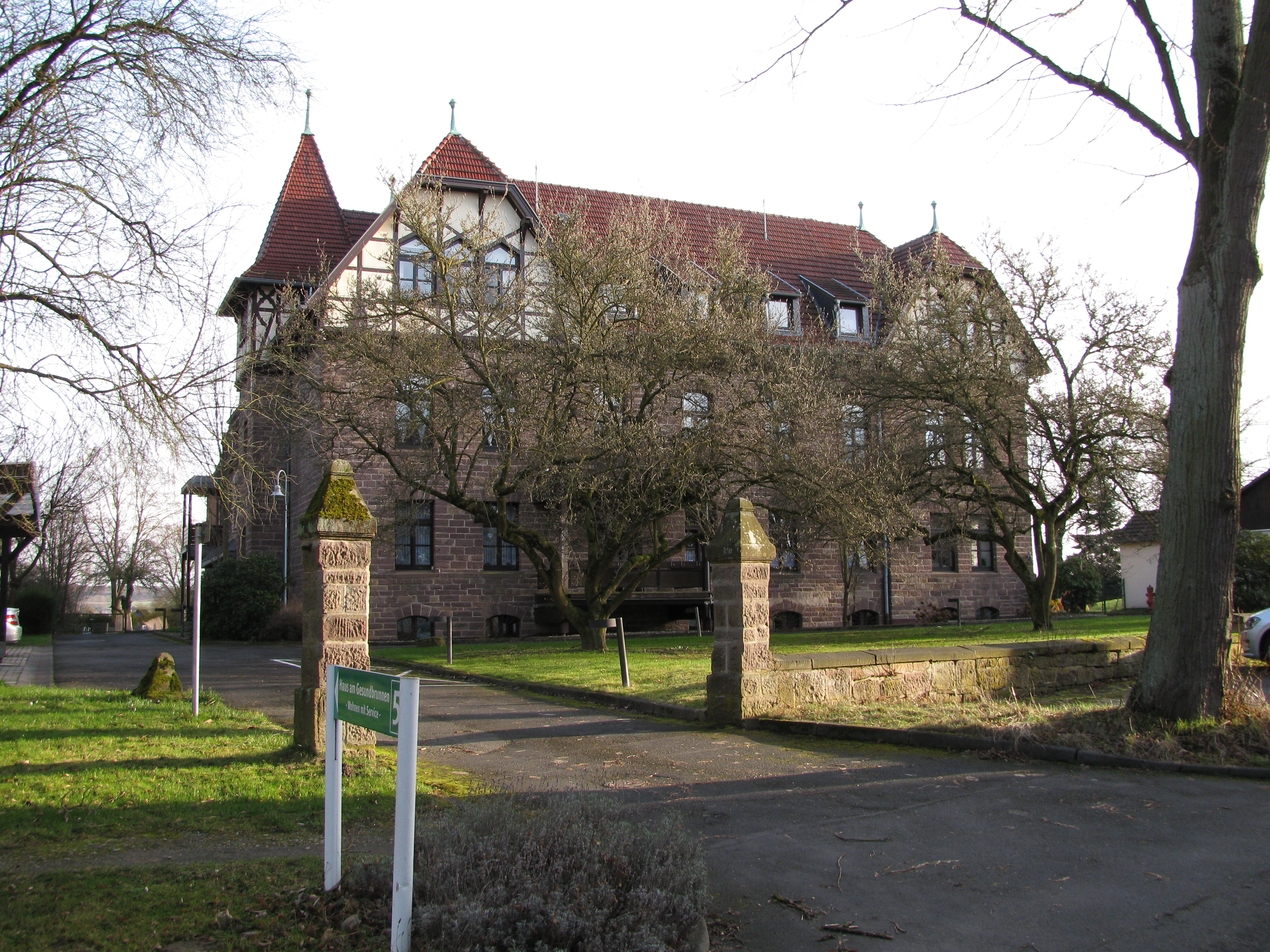
Das Albert-Klingender-Haus in Hofgeismar

In den Jahren von 1906 bis 1924 besetzte er wichtige Kirchenämter: Vorsitzender der Gesamtsynode, Vorsitzender des Verfassungsausschusses der Gesamtsynode, Vorsitzender der verfassungsgebenden Kirchenversammlung sowie Vorsitzender des Verfassungsausschusses der verfassungsgebenden Kirchenversammlung.
Am 21. Dezember 1921 unterschrieben Konsistorialpräsident Kurt Schenck zu Schweinsberg und Klingender als Vorsitzender der Gremien die Einladung zu der verfassungsgebenden Kirchenversammlung, die die „Verfassung der Evangelischen Landeskirche in Hessen -Cassel“ verabschiedete.
Klingender war Mitglied des Vereins für hessische Geschichte und Landeskunde.

### Familie
Am 20. November 1879 heiratete er in Allendorf/Werra Amalie Eckhardt (1851–1935). Aus der Ehe sind die Kinder Karl Friedrich (1880–1901), Elisabeth (1883–1923, ∞ 1908 Johann Fliedner, Pastor), Albert Emil (1886–1914, Regierungsbaumeister, als Soldat in Frankreich gefallen) und Theobald Friedrich (1890–1957, Pfarrer) hervorgegangen.

### Auszeichnungen
- 1897 Roter Adlerorden IV. Klasse